# My Thang
"My Thang" é uma canção funk escrita e gravada por James Brown. Foi lançada como single em 1974 e passou duas semans em número um da parada R&B - o segundo número um de Brown em sequência, seguindo o sucesso de "The Payback" - e alcançou o número 29 da parada Billboard Hot 100 em julho de 1974. A canção aparece no álbum duplo de 1974 Hell.
"My Thang" foi sampleada em inúmeras canções de hip hop, incluindo "Brand New Funk" de DJ Jazzy Jeff & The Fresh Prince e "Funky Child" dos Lords Of The Underground, entre outros.

## Músicos
- James Brown - vocais
- probably Lew Soloff - trompete
- John Faddis - trompete
- Michael Gipson - trombone
- David Sanborn - saxofone alto
- Frank Vicari - saxofone tenor
- Joe Farrell - saxofone tenor
- Alfred "Pee Wee" Ellis - saxofone barítono
- Dave Matthews - piano
- Joe Beck - guitarra
- Sam Brown - guitarra
- Gordon Edwards - baixo
- Jimmy Madison - bateria
- Sue Evans - percussão
- Fred Wesley - tamborim, backing vocals
- Bobby Roach - backing vocals
- Johnny Scotton - backing vocals[5]